# 渝万高速公路
渝万高速公路包括沪蓉高速公路万州至垫江段、沪渝高速公路垫江至重庆段，从起点为重庆上桥，终点至万州区青杠磅。全长266公里，设计时速80公里，其中六车道为32公里，其余234公里为四车道。途经长寿区、垫江县、梁平县，基本沿长江方向，沿线设有杨公桥、余家湾、人和、童家院子、晏家、桃花街、合兴、云台、澄溪、垫江、周嘉、云龙、梁平、孙家、分水和青杠磅等十多座座互通式立交。
工程建设分两期，一期工程从上桥到长寿区桃花街，共85公里，于2000年4月28日建成通车；二期工程从长寿区桃花街到万州区青杠磅，长181公里，于2003年12月12日建成通车。